# Charles Jones (Fotograf)

Charles Jones, um 1904

Charles Harry Jones (* 1866 in Wolverhampton; † 15. November 1959) war ein britischer Gärtner und Fotograf. Sein fotografisches Werk, das vor allem aus Nahaufnahmen von Gemüse, Obst und Blumen besteht, wurde erst mehr als 20 Jahre nach seinem Tod wiederentdeckt. Es erfuhr seitdem aufgrund seines außergewöhnlichen Stils, der an Fotografien der Neuen Sachlichkeit erinnert, einige Aufmerksamkeit in der Kunstwelt.

## Leben
Charles Jones war der Sohn eines Fleischermeisters. Wann und wo er seine Ausbildung zum Gärtner machte, ist nicht bekannt. Er war bei verschiedenen Privatpersonen als Gärtner tätig. Über eine Anstellung auf dem Anwesen Ote Hall im Parish Wivershill in Sussex berichtete im September 1905 die Gartenbauzeitschrift The Gardeners’ Chronicle. Darin wird Jones als talentierter Gärtner mit viel Einfallsreichtum beschrieben, dem es trotz der nur eingeschränkten Ausstattung gelungen sei, gute Obst-, Gemüse- und Blumenernten zu erzielen. Der Artikel erwähnt auch Jones’ Fotografien, die er ab und zu in Gartenzeitschriften veröffentlichte. Irgendwann vor 1910 verließ Jones zusammen mit seiner Frau, die er 1894 geheiratet hatte, und ihren gemeinsamen Kindern Ote Hall. Sie ließen sich in Lincolnshire nieder. Dort lebte er sehr zurückgezogen ohne Strom und fließendes Wasser. Jones starb 1959.

## Fotografisches Werk
Jones’ überliefertes fotografisches Werk umfasst einige hundert goldgetönte Gelatinesilberdrucke, die von Glasplattennegativen hergestellt wurden. Jones fertigte sie in drei verschiedenen Formaten an: 152 × 108 mm, 216 × 165 mm und 253 × 203 mm. Der irische Fotosammler Sean Sexton hatte sie 1981 in einem Koffer auf dem Bermondsey Market, einem Antiquitätenmarkt in London, entdeckt und für einen geringen Preis erworben. Die meisten dieser Fotos zeigen Nahaufnahmen von Stillleben. Auf etwa zwei Dritteln ist Gemüse zu sehen, das restliche Drittel besteht zu etwa gleichen Teilen aus Fotos von Obst und Blumen. Von fast allen Aufnahmen ist nur ein Abzug vorhanden. Auf den Rückseiten der meisten Abzüge notierte Jones den Pflanzennamen sowie seine Initialen, auf wenigen Fotos ist auch sein vollständiger Name zu finden. Wann und wo die Fotos aufgenommen wurden, ist nicht klar. Der Kurator Robert Flynn Johnson vermutet, dass sie zwischen 1895 und 1910 entstanden. Negative sind nicht überliefert. Laut seiner Enkelin nutzte Jones in seinen späten Lebensjahren Negativglasplatten, um damit junge Pflänzchen zu schützen.
Jones arrangierte die fotografierten Objekte vor schwarzem und weißem Hintergrund, wodurch sie an Studioporträts erinnern: „Es ist keine Übertreibung, seine Fotografien als Charakterporträts zu bezeichnen“, hieß es in einer Einschätzung seiner Arbeiten durch die Kunstkritikerin Laura Cumming. Durch eine lange Belichtungszeit sorgte Jones bei seinen Fotos für Bildtiefe und das komplette Kontrastspektrum. Damit ähneln seine Fotos den Stilllebenfotografien, die Jahre später von Vertretern der Neuen Sachlichkeit wie Karl Blossfeldt und Edward Weston geschaffen wurden. Auch mit Arbeiten von Imogen Cunningham sind Jones’ Fotografien vergleichbar. Da Jones keine Aufzeichnungen hinterließ, bleibt seine Motivation für diesen Stil unklar.
Neben den überlieferten Fotografien gibt es Hinweise, dass Jones weitere Aufnahmen machte. So soll er in der Gartenzeitschrift Popular Gardening angeboten haben, Gartenaufnahmen zu 6 Pence das Stück zu machen. Seine Enkelin berichtete auch von einer Fotoserie über das Grimsthorpe Castle in Bourne.

## Nachwirkung
Jones’ Fotos wurden in die Sammlungen verschiedener Museen aufgenommen, darunter die des Victoria and Albert Museums in London sowie des Museums of Fine Arts, Boston. Daneben wurden sie auch an private Sammler verkauft. Ausstellungen waren unter anderem im De Young Museum in San Francisco und im Musée de l’Elysée in Lausanne zu sehen.
1998 erschien im Londoner Verlag Thames & Hudson der Bildband The Plant Kingdoms of Charles Jones, der von Sean Sexton und dem Ausstellungskurator Robert Flynn Johnson herausgegeben wurde. Das Buch enthält etwa 100 Fotografien von Jones sowie eine Einführung von Johnson, in der er Jones’ Leben und Werk beschreibt und einordnet. Die US-Gastronomin Alice Waters, eine Pionierin der Bio-Lebensmittel-Bewegung, verfasste ein Vorwort für den Bildband. Für sie illustrieren Jones’ Fotos den Vorteil von regional angebauten gegenüber anders produzierten Lebensmitteln. 1999 erschien eine deutschsprachige Ausgabe des Bildbands im Münchener Verlag Frederking & Thaler.